# Brianne Theisen-Eaton
Brianne Theisen-Eaton, född 18 december 1988, är en kanadensisk friidrottare som tävlade i sjukamp. Hon har det kanadensiska rekordet i sjukamp med 6 808 poäng, liksom inomhusrekordet i femkamp med 4 881 poäng. Theisen-Eaton är silvermedaljör i sjukamp från 2013 års världsmästerskap och 2015 års världsmästerskap. Hon är även silvermedaljör i femkamp från 2014 års världsmästerskap inomhus. Hon tog brons i sjukamp vid OS 2016. Vid världsmästerskapet i Portland, USA (inomhus) tog hon guld i femkamp.